# Райневаль, Альфонс де
Граф Альфонс Жерар де Райневаль (Рейнваль; фр. Alphonse Gérard, comte de Rayneval; 1 августа 1813, Париж — 10 февраля 1858, Париж) — Министр иностранных дел Франции и дипломат.
Родился в 1813 году в Париже. Сын дипломата и государственного деятеля Максимильена Жерара де Райневаля (1778—1836). В 1844—1848 годах занимал должность поверенного в делах во французском посольстве в Санкт-Петербурге. В 1848—49 годах — французский посол в Неаполе. С 31 октября по 17 ноября 1849 года занимал пост министра иностранных дел Франции. 
В 1850—1857 годах был послом Франции в Папском государстве. В 1857 году был назначен послом Франции в России, но скончался в Париже ранее, чем успел занять свой пост. 
Похоронен на кладбище Пер-Лашез (52-й дивизион).
Состоял в родстве с Огюстом Бертеном де Во, французским генералом.